# Alojzy Gamroth
Alojzy Gamroth (ur. 15 kwietnia 1852 w Cieszynie, zm. 1 lutego 1937 w Bruntalu) – niemiecki nauczyciel, burmistrz Cieszyna.
Syn majstra piekarskiego, ukończył Gimnazjum Katolickie w Cieszynie oraz filozofię i fizykę na Uniwersytecie Wiedeńskim. Jako nauczyciel pracował w Morawskiej Ostrawie, Nowym Jiczinie i Svitavě, gdzie w latach 1895–1910 był dyrektorem Głównej Szkoły Realnej.
Po przejściu na emeryturę powrócił do Cieszyna, gdzie w 1913 roku został radcą miejskim i zastępcą burmistrza, a w styczniu 1915 roku burmistrzem. Jako taki rozwiązał problem braku drobnych pieniędzy, wydając, za zgodą polskiego rządu, walutę cieszyńską. 28 lipca 1920 roku po podziale Cieszyna przestał pełnić funkcję burmistrza. Gamroth przeniósł się na Śląsk Opawski, gdzie zmarł.